# Hannah Gross
Hannah Gross (Toronto, 25 de setembro de 1992) é uma atriz canadense.